# Humberto Gatica
Humberto Gatica (Rancagua, 22 novembre 1951) è un produttore discografico e tecnico del suono cileno naturalizzato statunitense; è anche un collaboratore di lunga durata di David Foster.

## Biografia
Nato e cresciuto in Cile, emigra dallo stato sudamericano agli Stati Uniti d'America nel 1968, all'età di 17 anni, col sogno di una vita migliore e approda finalmente in California alla ricerca di un lavoro qualunque. Provenendo da una famiglia di musicisti pensa ad un lavoro legato alla musica e sebbene sia capace di suonare un po' la chitarra non desidera essere uno strumentista. Perciò, nel 1971, si reca negli studi della MGM Records per autenticare una registrazione effettuata con l'aiuto di un amico e rimane, da quel momento, affascinato dal mondo delle registrazioni. Il direttore degli studi gli permette perciò di lavorare in quell'ambiente dove Gatica si adatta a fare tutto, comprese le pulizie e il cambio delle lampadine. Gradualmente diventa un assistente ingegnere fino a quando, un giorno del 1973, si ritrova a sostituire all'ultimo momento un ingegnere malato. Il compito assegnatogli sarebbe stato quello di gestire le attività di una sessione dal vivo organizzata da Don Costa, produttore discografico che aveva già lavorato parecchi anni con Frank Sinatra, il quale vistosi alle strette aveva chiesto al direttore degli studi di avvalersi dell'aiuto del giovane ragazzo. La sessione dura tre ore e impegna un gruppo di 40 persone, tra tecnici e musicisti. Humberto Gatica dimostra di avere la volontà e il talento per quel mestiere tanto da farsi apprezzare dallo stesso produttore per altre sessioni di lavoro. Un anno dopo MGM Records vende gli studi, cosicché l'assistente licenziato si mette in proprio. Le cose sembrano andare bene da allora tanto che nel 1984 vince il primo dei Grammy Award con i Chicago. Lavora poi con Quincy Jones e Bruce Swedien per due album di Michael Jackson: Thriller e Bad; e per quest'ultimo vince addirittura il secondo Grammy Award come miglior ingegnere. Anni dopo riceve altri premi del genere per le opere compiute collaborando con Céline Dion, La Ley e Michael Bublé.

## Attività professionale
Una lista parziale di artisti con cui Gatica ha lavorato include: Selena, Céline Dion, Richard Marx, Al Jarreau, Barbra Streisand, Bonnie Tyler, Chaka Khan, Cher, Chicago, Destiny's Child, Eric Benét, Madonna, Elton John, Josh Groban, Kansas, Kenny G, Kenny Loggins, Sheena Easton, Kenny Rogers, LeAnn Rimes, Lionel Richie, Mariah Carey, Michael Bublé, Michael Jackson, Janet Jackson, Michael McDonald, 'N Sync, Metallica, Paul Anka, Roxette, R. Kelly, Jackie Evancho, Tina Turner, Whitney Houston, Ebrahim Hamedi(EBI), Assia Ahhatt e Johnny Mathis.
Ha lavorato anche per artisti italiani tra cui: Il Volo, Laura Pausini, Andrea Bocelli, Vittorio Grigolo, Pino Daniele, Eros Ramazzotti e Riccardo Cocciante.
Nel campo della musica latina Gatica ha lavorato con artisti che includono: Thalía, Shakira, Alejandro Sanz, Café Quijano, Olga Tañón, Luis Miguel, La Ley, Gloria Estefan, Marc Anthony, Ricky Martin, Myriam Hernández e Alejandro Lerner.
Ha dato il suo contributo professionale anche per le musiche di film del 1985 quali sono: Il colore viola, St. Elmo's Fire e Witness - Il testimone.

## Grammy Awards
Humberto Gatica è stato premiato diverse volte con i Grammy Award per le seguenti opere musicali:
- Crazy Love di Michael Bublé nella categoria Miglior album pop vocale tradizionale (2010) in qualità d'ingegnere del suono – 53ª edizione
- Michael Bublé Meets Madison Square Garden di Michael Bublé nella categoria Miglior album pop vocale tradizionale (2009) in qualità d'ingegnere del suono e produttore – 52ª edizione
- Call Me Irresponsible di Michael Bublé nella categoria Miglior album pop vocale tradizionale (2007) in qualità d'ingegnere e produttore – 50ª edizione
- La Ley dei La Ley nella categoria Miglior album rock latino/alternativo (2000) in qualità d'ingegnere e produttore – 43ª edizione
- My Heart Will Go On di Céline Dion nella categoria Registrazione dell'anno (1998) in qualità d'ingegnere del suono – 41ª edizione
- Falling Into You di Céline Dion nella categoria Album dell'anno (1996) in qualità di co-produttore – 39ª edizione
- Bad di Michael Jackson nella categoria Miglior registrazione ingegneristica – non classica (1987) in qualità d'ingegnere – 30ª edizione
- Chicago 17 dei Chicago nella categoria Miglior registrazione ingegneristica – non classica (1984) in qualità d'ingegnere – 27ª edizione

Ha ricevuto dei riconoscimenti per la sua arte musicale anche nell'ambito dei Latin Grammy Awards:
- Días Nuevos di Gian Marco nella categoria Miglior album di un cantante - compositore (2011) in qualità d'ingegnere del suono – 12ª edizione
- Libertad di La Ley nella categoria Miglior album rock di un duo o gruppo con voce (2004) in qualità d'ingegnere e produttore – 5ª edizione
- Y Solo Se Me Ocurre Amarte di Alejandro Sanz nella categoria Registrazione dell'anno (2002) in qualità d'ingegnere e produttore – 3ª edizione
- MTV Unplugged di Alejandro Sanz nella categoria Album dell'anno (2002) in qualità d'ingegnere e produttore – 3ª edizione
- MTV Unplugged di La Ley nella categoria Miglior album rock di un duo o gruppo con voce (2002) in qualità di produttore – 3ª edizione
- Yo Por Ti di Olga Tañón nella categoria Miglior album merengue (2002) in qualità di produttore – 3ª edizione